# Rising Sun (Maryland)
Rising Sun é uma cidade  localizada no estado americano de Maryland, no Condado de Cecil.

## Demografia
Segundo o censo americano de 2000, a sua população era de 1702 habitantes.
Em 2006, foi estimada uma população de 1815, um aumento de 113 (6.6%).

## Geografia
De acordo com o United States Census Bureau tem uma área de
2,4 km², dos quais 2,4 km² cobertos por terra e 0,0 km² cobertos por água. Rising Sun localiza-se a aproximadamente 109 m acima do nível do mar.

## Localidades na vizinhança
O diagrama seguinte representa as localidades num raio de 16 km ao redor de Rising Sun.